# Oldřich Tůma
Oldřich Tůma (* 15. listopadu 1950 Praha) je český historik. V letech 1998–2017 byl ředitelem Ústavu pro soudobé dějiny Akademie věd ČR. Od roku 2017 je členem Vědecké rady Akademie věd ČR.

## Život
Vystudoval historii a filozofii na Filozofické fakultě UK. V roce 1975 byl z politických důvodů ze studia vyloučen. Poté pracoval jako dělník, pomocný vychovatel nebo archivář. Studium dokončil v roce 1980 dálkově.
Původní specializací je byzantolog. Od roku 1989 byl vědeckým pracovníkem v Ústavu pro klasická studia ČSAV, později se zde stal vedoucím byzantologického oddělení. Od roku 1992 byl vědeckým pracovníkem Ústavu pro soudobé dějiny AV ČR, v letech 1998 až 2017 jeho ředitelem. Věnuje se zejména poválečným dějinám Československa a dějinám studené války.
Oldřich Tůma byl nebo je členem českých i zahraničních vědeckých orgánů, mj. členem oborových rad postgraduálního studia na FSV UK či FPF Slezské univerzity. Je členem redakční rady časopisů Soudobé dějiny, Journal of Cold War History, Jahrbuch für historische Kommunisforschung; členem vědecké rady European Network Remembrance and Solidarity či Hannah Arendt Institut für Totalitarismusforschung na TU v Drážďanech. Od roku 2017 je členem Vědecké rady Akademie věd ČR, do které byl znovu zvolen 18. března 2025 na funkční období 2025–2029.

## Dílo (výběr)
- Věra Hrochová & Oldřich Tůma, Byzantská společnost, Karolinum, 1991
- Kolektiv autorů pod vedením Bohumily Zástěrové: Dějiny Byzance, Academia, 1992
- Oldřich Tůma: Zítra zase tady! Protirežimní demonstrace v předlistopadové Praze jako politický a sociální fenomén, Maxdorf 1994
- Oldřich Tůma & František Koudelka, Srpen '69, Maxdorf 1996
- Oldřich Tůma & Jiří Pešek: O dějinách a politice. Janu Křenovi k sedmdesátinám, Albis International, 2001
- Jiří Kocian, Jiří Pernes, Oldřich Tůma & kolektiv: České průšvihy, Barrister & Principal, 2004
- Jaroslav Pánek & Oldřich Tůma: Dějiny českých zemí, Karolinum, 2008, 2018
- Tomáš Vilímek, Martin Franc, Milan Otáhal, Oldřich Tůma, Květa Jechová & David Weber: Pět studií k dějinám české společnosti po roce 1945, Ústav pro soudobé dějiny AV ČR, 2008
- Dagmar Hájková, Jaroslav Kučera, Vít Smetana, Jiří Suk, Pavel Šrámek, Oldřich Tůma: Historie na rozcestí - Jak mohly dopadnout osudové chvíle Československa, Barrister & Principal, 2013